# 中島要
中島 要（なかじま かなめ）は、日本の小説家・時代小説家。

## 経歴・人物
早稲田大学教育学部卒業。神奈川県横浜市在住。2008年、「素見（ひやかし）」で第2回小説宝石新人賞を受賞する（選考委員：奥田英朗、角田光代）。選考委員の奥田英朗は「センスがあるんでしょうね。技量としては一番だと思いました」と評し、角田光代は「ラストのセリフがいいと思います」と評した。2010年、『刀圭』で単行本デビューを果たす。2015年、『しのぶ梅 着物始末暦』が第8回京都水無月大賞の候補に選ばれる。主に時代小説を発表している。

## 著作リスト

### 着物始末暦シリーズ
- しのぶ梅 着物始末暦（2012年11月 ハルキ文庫 時代小説文庫）
- 藍の糸 着物始末暦2（2013年7月 ハルキ文庫 時代小説文庫）
- 夢かさね 着物始末暦3（2014年2月 ハルキ文庫 時代小説文庫）
- 雪とけ柳 着物始末暦4（2015年2月 ハルキ文庫 時代小説文庫）
- なみだ縮緬 着物始末暦5（2015年8月 ハルキ文庫 時代小説文庫）
- 錦の松 着物始末暦6（2016年2月 ハルキ文庫 時代小説文庫）
- なでしこ日和 着物始末暦7（2016年8月 ハルキ文庫 時代小説文庫）
- 異国の花 着物始末暦8（2017年2月 ハルキ文庫 時代小説文庫）
- 白に染まる 着物始末暦9（2017年8月 ハルキ文庫 時代小説文庫）
- 結び布 着物始末暦10（2018年2月 ハルキ文庫 時代小説文庫）

### 六尺文治捕物控シリーズ
- 晦日の月 六尺文治捕物控（2012年4月 光文社 / 2014年10月 光文社文庫）
- 夫婦からくり 六尺文治捕物控（2014年10月 光文社）

### 大江戸少女カゲキ団シリーズ
- 大江戸少女カゲキ団(一)（2019年10月 ハルキ文庫 時代小説文庫）
- 大江戸少女カゲキ団(二)（2020年5月 ハルキ文庫 時代小説文庫）
- 大江戸少女カゲキ団(三)（2020年11月 ハルキ文庫 時代小説文庫）

### ノンシリーズ
- 刀圭（2010年9月 光文社 / 2013年4月 光文社文庫）
- ひやかし（2011年6月 光文社 / 2014年5月 光文社文庫）
- 江戸の茶碗 まっくら長屋騒動記（2012年7月 祥伝社）
- かりんとう侍（2013年9月 双葉社）
- ないたカラス（2014年4月 光文社）
- 神奈川宿 雷屋（2019年4月 光文社）

### アンソロジー
- 怪談実話 FKB 饗宴3（2012年6月、竹書房文庫）「熟柿」